# エミリアノ・ボフェッリ
エミリアノ・ボフェッリ（Emiliano Boffelli、1995年1月16日 - ）は、ユナイテッド・ラグビー・チャンピオンシップエディンバラ・ラグビーに所属するラグビー選手。

## プロフィール
- アルゼンチン・ロサリオ出身。
- ポジションはウィング(WTB)、センター(CTB)、フルバック(FB)。
- 身長 193cm、体重 94kg
- U20アルゼンチン代表に選ばれたことがある[1]。
- アルゼンチン代表キャップは31（2021年1月現在）でワールドカップ2019のアルゼンチン代表に選ばれた[2]。

## 略歴
パンパスXVを経て、2016年、ハグアレスに加入。
2020年、ラシン92に加入。
2021年、エディンバラに加入。